# Sean Giambrone
Sean Giambrone (Michigan, 30 de maio de 1999), é um ator americano e um dublador. Seu papel mais conhecido é Adam Goldberg em The Goldbergs.

## Filmografia
| Ano  | Título                     | Personagem                  | Notas         |
| ---- | -------------------------- | --------------------------- | ------------- |
| 2012 | I Heart Shakey             | Garoto Toledo #3 (Afro Boy) |               |
| 2015 | Russel Madness             | Russel                      | Dublador      |
| 2015 | Mark & Russell's Wild Ride | Russel                      | Filme para TV |
| 2017 | The Emoji Movie            | Travis                      | Dublador      |
| 2018 | Ralph Breaks the Internet  | Eboy                        | Dublador      |
| 2019 | Kim Possible               | Ron Stoppable               | Filme para TV |

| Ano       | Título                                      | Personagem      | Notas                                  |
| --------- | ------------------------------------------- | --------------- | -------------------------------------- |
| 2013-2023 | The Goldbergs                               | Adam Goldberg   | Papel principal                        |
| 2014      | R. L. Stine's The Haunting Hour: The Series | Sean            | Episódio:"I'm not Martin"              |
| 2014-2018 | Clarence                                    | Jeff Randell    | Dublador/Papel principal               |
| 2018      | Big Hero 6: The Series                      | Richardson Mole | Dublador                               |
| 2018      | Adventure Time                              | Shermy          | Dublador/Episódio:"Come Along with Me" |
| 2020      | Solar Opposites                             | Yumyulack       | Dublador                               |